# Галина Бистрова
Волгоград  Русија
Галина Петровна Бистрова  (рус. Галина Петровна Быстрова; Нахчиван 8. фебруар 1934 — Волгоград, 11. октобар 1999) је била совјетска атлетичарка специјалиста за петобој, где је најбоље резултате постизала у трци на 80 метара са препонама. Била је члан „АК Буревестник Горки“ из Нижњег Новгорода.

## Спортска каријера
Након што је 1955. под својим девојачким презименом Долженков, постала првак СССР у дисциплини 80 метара са препонама, од 1956 такмичи се под именом Галина Бистрова. У 1956. била је трећа у совјетском првенству, а на Олимпијским играма у Мелбурну четврта са временом 11,0 секунди иза домаће такмичарке Норме Тровер која је имала исти резултат.
У годинама 1957, 1958 и 1959. Галина Бистрова је била совјетска првакиња на 80 м промене, 1957 и 1958. освојила је и титулу првака у петобоју. На Европском првенству 1958. у Стокхолму, освојила је титулу првакиње Европе у петобоју са 4.733 бодова (4.215 бодова данас, након садашњег бодовања) испред своје земљакиње Нине Виноградове са 4.627 бодова (4.112) и Немице Еделтрауд Ајберле са 4.545 бодова (4.076). Дан након финала у петобоју, освојила је још једну титулу у трци са препонама са 10,9 секунди пре две Немице Центе Коп (Западна Немачка) са истим резултатом и Гизеле Биркемајер (Источна Немачка) са 11,0 секунди.
На Олимпијским играма 1960. у Риму Галина Бистрова завршила је на петом месту трку са препонама са 11,2 сек. Две године касније на Европском првенству у Београду, на 80 м са препонама је била шеста са 10,8 сек. У другој дисциплини петобоју успела је да одбрани титулу добијену у Стокхолму. Победила је са 4.833 бода (4.312) испред Францускиње Дениз Генард са 4.735 бода (4.223) и Немице Хелге Хофман са 4.676 бода (4.170).
У свом трећем учешћу на Олимпијским играма 1964 у Токију у петобоју, Галина Бистрова је заузела треће место и освојила свију једину медаљу на олимпијским играма.
После ових Игара Бистрова се није појављивала на међународним првенствима, иако је 1968 била трећа у петобоју на првенству Совјетског Савеза.